# السلام البريطاني

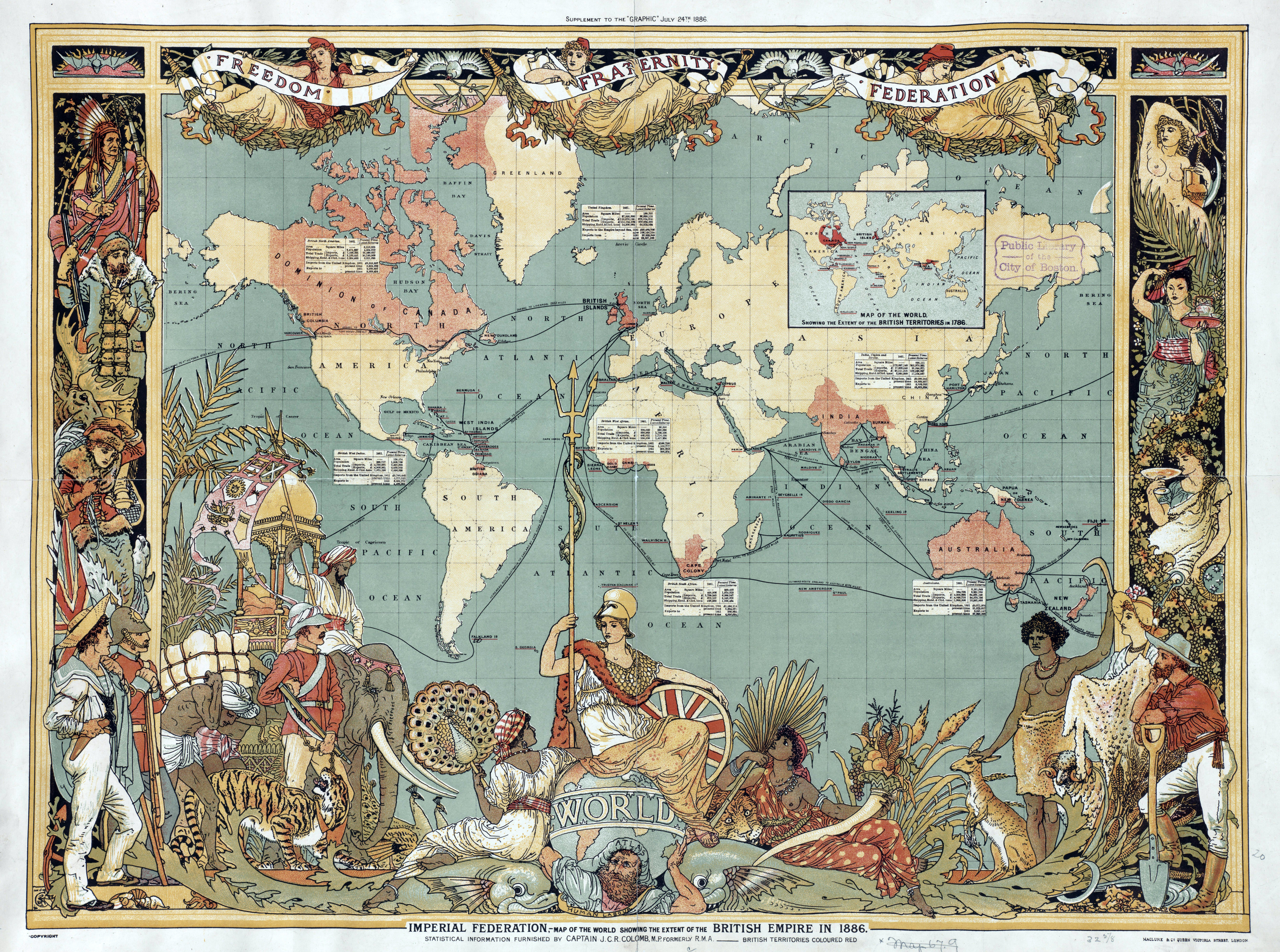
خريطة مفصلة للإمبراطورية البريطانية في عام 1886، مميزة باللون الوردي، وهو اللون التقليدي للهيمنة البريطانية على الخرائط

الهيمنة البريطانية أو السلام البريطاني أو باكس بريتانيكا (من اللاتينية، على غرار باكس رومانا) كانت فترة السلام النسبي بين القوى العظمى التي أصبحت خلالها الإمبراطورية البريطانية القوة المهيمنة العالمية وتبنت دور «شرطي العالم».
بين عامي 1815 و1914، يشار إلى الفترة باسم «القرن الإمبراطوري» لبريطانيا،  زادت الإمبراطورية البريطانية بحوالي 10,000,000 ميل مربع (26,000,000 كـم2) من الأراضي مع ما يقرب من 400 مليون شخص. أدى الانتصار على فرنسا النابليونية إلى ترك البريطانيين بدون أي منافس دولي حقيقي، ربما باستثناء روسيا في آسيا الوسطى. عندما حاولت روسيا توسيع نفوذها في البلقان، هزمهم البريطانيون والفرنسيون في حرب القرم (1853-1856)، وبالتالي حماية الإمبراطورية العثمانية.
سيطرت البحرية الملكية البريطانية على معظم طرق التجارة البحرية الرئيسية وتمتعت بسيادة بحرية بلا منازع. إلى جانب السيطرة الرسمية التي تمارس على مستعمراتها، كان موقع بريطانيا المهيمن في التجارة العالمية يعني أنها تسيطر بشكل فعال على الوصول إلى العديد من المناطق، مثل آسيا وأمريكا الشمالية وأوقيانوسيا وأفريقيا. ساعد البريطانيون أيضًا الولايات المتحدة على التمسك بمبدأ مونرو الذي أيد هيمنتها الاقتصادية في الأمريكتين، مما أثار استياء الإمبراطوريات الاستعمارية الأخرى. كان للتجار والمصرفيين البريطانيين ميزة ساحقة على تلك الموجودة في الإمبراطوريات الأخرى التي بالإضافة إلى مستعمراتها كانت لديها إمبراطورية غير رسمية.

## التاريخ
بعد خسارة المستعمرات الثلاثة عشرة، التي كانت جزءًا مهمًا من أمريكا البريطانية، في الثورة الأمريكية، اتجهت بريطانيا نحو آسيا والمحيط الهادئ وإفريقيا فيما بعد مع الاستكشافات اللاحقة التي أدت إلى صعود الإمبراطورية البريطانية الثانية (1783-1815). بدأت الثورة الصناعية في بريطانيا العظمى في أواخر القرن الثامن عشر وظهرت أفكار جديدة حول الأسواق الحرة، مثل كتاب آدم سميث ثروة الأمم (1776). أصبحت التجارة الحرة مبدأً مركزياً مارسته بريطانيا بحلول أربعينيات القرن التاسع عشر. لقد لعبت دورًا رئيسيًا في النمو الاقتصادي لبريطانيا وهيمنتها المالية.

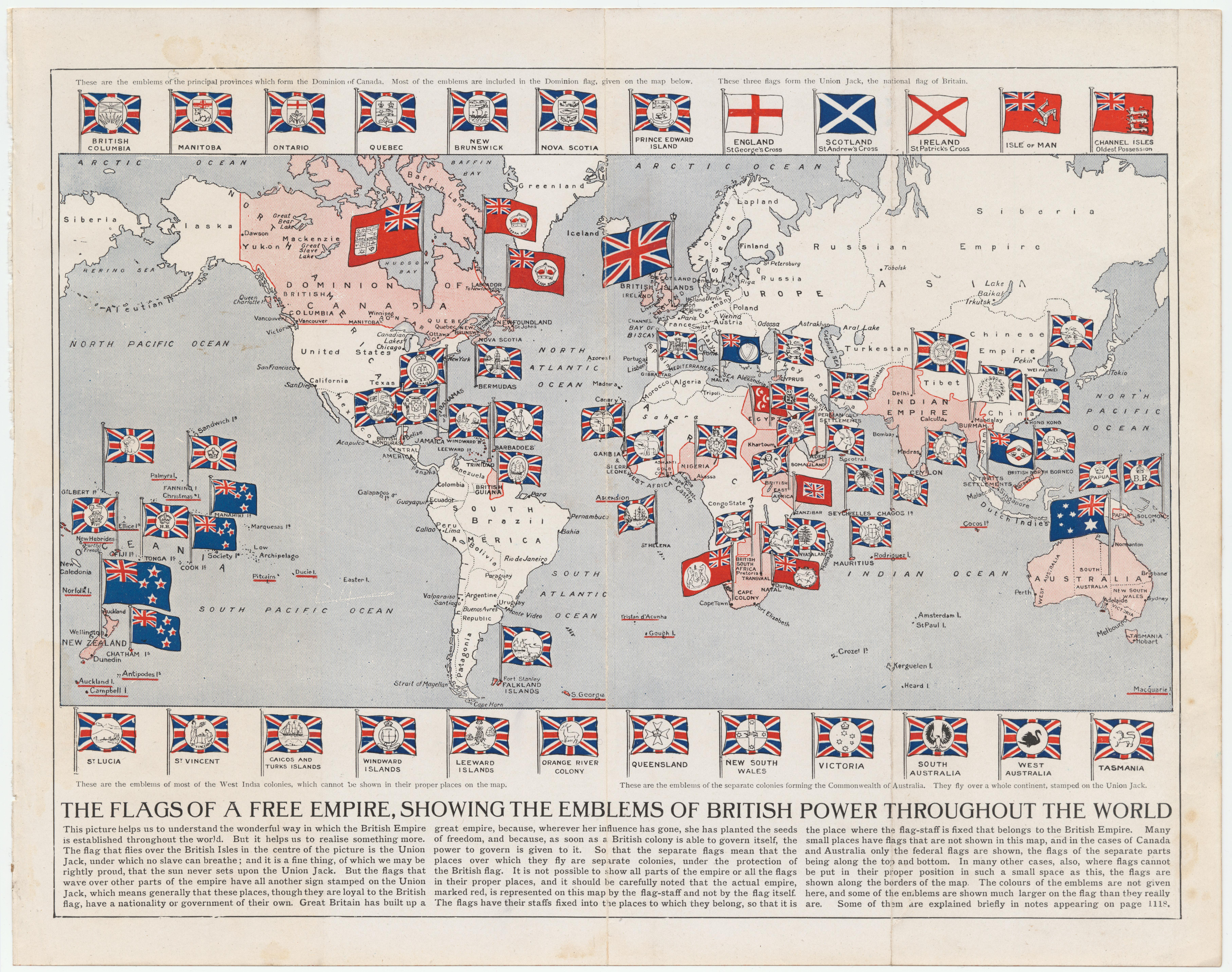
خريطة الإمبراطورية البريطانية (حتى عام 1910)

منذ نهاية الحروب النابليونية في عام 1815 حتى الحرب العالمية الأولى عام 1914، لعبت المملكة المتحدة دور المهيمن العالمي. بدأ فرض «السلام البريطاني» على طرق التجارة البحرية الرئيسية في عام 1815 بضم سيلان البريطانية (سريلانكا حاليًا). في ظل المقيم السياسي البريطاني في الخليج العربي، وافق الحكام العرب المحليون على عدد من المعاهدات التي أضفت الطابع الرسمي على حماية بريطانيا للمنطقة. فرضت بريطانيا معاهدة مكافحة القرصنة، المعروفة باسم المعاهدة البحرية العامة لعام 1820، على جميع الحكام العرب في المنطقة. من خلال التوقيع على الهدنة البحرية الدائمة لعام 1853، تخلى الحكام العرب عن حقهم في شن الحرب في البحر مقابل الحماية البريطانية ضد التهديدات الخارجية. كان التفوق العالمي للجيش والتجارة البريطانية مدعومًا بأوروبا القارية المنقسمة والضعيفة نسبيًا، ووجود البحرية الملكية في جميع محيطات العالم وبحاره. حتى خارج إمبراطوريتها الرسمية، سيطرت بريطانيا على التجارة مع العديد من البلدان مثل الصين وسيام والأرجنتين. بعد مؤتمر فيينا، استمرت القوة الاقتصادية للإمبراطورية البريطانية في التطور من خلال الهيمنة البحرية  والجهود الدبلوماسية للحفاظ على توازن القوى في أوروبا القارية.
في هذا العصر، قدمت البحرية الملكية خدمات حول العالم استفادت منها دول أخرى، مثل قمع القرصنة وعرقلة تجارة الرقيق. كان قانون تجارة الرقيق 1807 قد حظر التجارة عبر الإمبراطورية البريطانية، وبعد ذلك أسست البحرية الملكية سرب غرب إفريقيا وتفاوضت الحكومة على المعاهدات الدولية التي يمكن بموجبها فرض الحظر. الحروب البرية التي دارت بين القوى الكبرى تشمل حرب القرم والحرب الفرنسية النمساوية والحرب النمساوية البروسية والحرب الفرنسية البروسية، بالإضافة إلى العديد من الصراعات بين القوى الأصغر. أشعلت البحرية الملكية حرب الأفيون الأولى (1839 – 1842) وحرب الأفيون الثانية (1856 – 1860) ضد الإمبراطورية الصينية. كانت البحرية الملكية متفوقة على أي أسطولين آخرين في العالم مجتمعين. بين عام 1815 وإقرار قوانين البحرية الألمانية لعامي 1890 و1898، كانت فرنسا وحدها تمثل تهديدًا بحريًا محتملاً.
برز الحدث الأكثر حسماً من الحرب الإنجليزية المصرية، التي أدت إلى الاحتلال البريطاني لمصر لمدة سبعة عقود، على الرغم من احتفاظ الإمبراطورية العثمانية بملكيتها الاسمية حتى عام 1914. يقول المؤرخ ألان تايلور أن هذا «كان حدثًا عظيمًا؛ في الواقع، الحدث الحقيقي الوحيد في العلاقات الدولية بين معركة سيدان وهزيمة روسيا في الحرب الروسية اليابانية». يؤكد تايلور على التأثير طويل المدى:
غيّر الاحتلال البريطاني لمصر ميزان القوى. لم يقتصر الأمر على منح الأمن للطريق البريطاني إلى الهند؛ جعلهم ذلك سادة شرق البحر الأبيض المتوسط والشرق الأوسط، وجعل من غير الضروري بالنسبة للبريطانيين الوقوف في خط المواجهة ضد روسيا على المضيق. . . وبذلك مهد الطريق للتحالف الفرنسي الروسي بعد عشر سنوات.
تبادلت بريطانيا البضائع ورؤوس الأموال على نطاق واسع مع البلدان في جميع أنحاء العالم، واعتمدت سياسة التجارة الحرة بعد عام 1840. كان نمو القوة الإمبراطورية البريطانية مدعومًا بالبواخر والتلغراف، وهي تقنيات جديدة اخترعت في النصف الثاني من القرن التاسع عشر، مما سمح لها بالسيطرة على الإمبراطورية والدفاع عنها. بحلول عام 1902، تم ربط الإمبراطورية البريطانية ببعضها البعض عن طريق شبكة من كابلات التلغراف، أو ما يسمى بالخط الأحمر.
تم إضعاف السلام البريطاني بسبب انهيار النظام القاري الذي أنشأه مؤتمر فيينا. توترت العلاقات بين القوى العظمى في أوروبا إلى نقطة الانهيار بسبب قضايا مثل انهيار الإمبراطورية العثمانية، مما أدى إلى حرب القرم، ثم ظهور دول قومية جديدة في شكل إيطاليا وألمانيا بعد الحرب الفرنسية البروسية. كلتا الحربين ضمت أكبر دول وجيوش في أوروبا. ساهم تصنيع ألمانيا وإمبراطورية اليابان والولايات المتحدة في التدهور النسبي للسيطرة الصناعية البريطانية في أواخر القرن التاسع عشر. شكلت بداية الحرب العالمية الأولى في عام 1914 نهاية السلام البريطاني. ومع ذلك، ظلت الإمبراطورية البريطانية أكبر إمبراطورية استعمارية حتى بداية إنهاء الاستعمار بعد انتهاء الحرب العالمية الثانية في عام 1945، وظلت بريطانيا واحدة من القوى الرائدة حتى العدوان الثلاثي عام 1956، والتي أُجبرت خلالها القوات البريطانية والفرنسية على الانسحاب من مصر تحت ضغط من الولايات المتحدة والاتحاد السوفيتي.

### اقتباسات
1. ↑  الهيمنة البريطانية, pp. 508-10.
2. ↑  الهيمنة البريطانية, p. 332.
3. ↑  Hyam, p. 1.
4. ↑  الهيمنة البريطانية, p. 71.
5. ↑  الهيمنة البريطانية, p. 3.
6. ↑  الهيمنة البريطانية, p. 401.
7. ↑  الهيمنة البريطانية, p. 8.
8. ↑  الهيمنة البريطانية, pp. 156–57.
9. ↑  الهيمنة البريطانية, pp. 45-47.
10. ↑  الهيمنة البريطانية, p. 391.
11. ↑  الهيمنة البريطانية, pp. 191–192: "...for what purpose was it conquered and is it now retained?' We endeavoured to explain, that during the wars, in which we were lately engaged with our European enemies who occupied the coast of the island, they harassed our commerce from its ports, and therefore, in self-defence, there was a necessity for taking possession of it."
12. ↑  "The British in the Gulf: An Overview". Qatar Digital Library. British Library Qatar Foundation Partnership. مؤرشف من الأصل في 2021-08-17. اطلع عليه بتاريخ 2014-10-25. The increased stability that this 'Pax Britannica' brought led to increased volumes of trade in the region. Ruling families began to actively seek British protection as a means of securing their rule and safeguarding their territories.
13. ↑  Pugh, p. 83.
14. ↑  الهيمنة البريطانية, p. 57.
15. ↑  الهيمنة البريطانية, pp. xxi, xxxiii-xxxiv.
16. ↑  "The legal and diplomatic background to the seizure of foreign vessels by the Royal Navy". مؤرشف من الأصل في 2021-11-18.
17. ↑  M.W. Daly, ed. The Cambridge History Of Egypt Volume 2 Modern Egypt, from 1517 to the end of the twentieth century (1998) online نسخة محفوظة 30 أغسطس 2021 على موقع واي باك مشين.
18. ↑  He adds, "All the rest were manoeuvres which left the combatants at the close of the day exactly where they had started." A.J.P. Taylor, "International Relations" in F.H. Hinsley, ed., The New Cambridge Modern History: XI: Material Progress and World-Wide Problems, 1870–98 (1962): 554.
19. ↑  Taylor, "International Relations" p 554
20. ↑  الهيمنة البريطانية, pp. 88–91.
21. ↑  Pugh, p. 90.